# Боровці
Боро́вці (болг. Боровци) — село в Монтанській області Болгарії. Входить до складу общини Берковиця.

## Населення
За даними перепису населення 2011 року у селі проживали 655 осіб.
Національний склад населення села:
| Національність   | Кількість осіб | Відсоток |
| ---------------- | -------------- | -------- |
| болгари          | 554            | 85,8 %   |
| цигани           | 88             | 13,6 %   |
| Всього відповіли | 646            |          |

Розподіл населення за віком у 2011 році:
Динаміка населення: